# خوان دانيال روا
خوان دانيال روا (بالإسبانية: Juan Daniel Roa)‏ (20 أغسطس 1991 ببوغوتا في كولومبيا - ) هو لاعب كرة قدم كولومبي في مركز الوسط. شارك مع منتخب كولومبيا لكرة القدم. أما مع النوادي، فقد لعب مع إنديبنديينتي سانتا في.

## وصلات خارجية
- خوان دانيال روا على موقع قاعدة بيانات كرة القدم.إي يو (الإنجليزية)
- خوان دانيال روا على موقع ناشيونال فوتبول تيمز (الإنجليزية)
- خوان دانيال روا على موقع Soccerway.com (الإنجليزية)
- خوان دانيال روا على موقع عالم كرة القدم.نت (الإنجليزية)
- خوان دانيال روا على موقع AS.com (الإسبانية)